# Osborne Riviere
Osborne Riviere, né le 10 février 1932 et mort le 23 novembre 2017, est un homme d'État dominiquais, membre du Parti travailliste. Il est ministre des Affaires étrangères de 2001 à 2005 et, à ce titre, remplit les fonctions de Premier ministre par intérim en janvier 2004 à la suite du décès de Pierre Charles.